# Henri Wenckebach

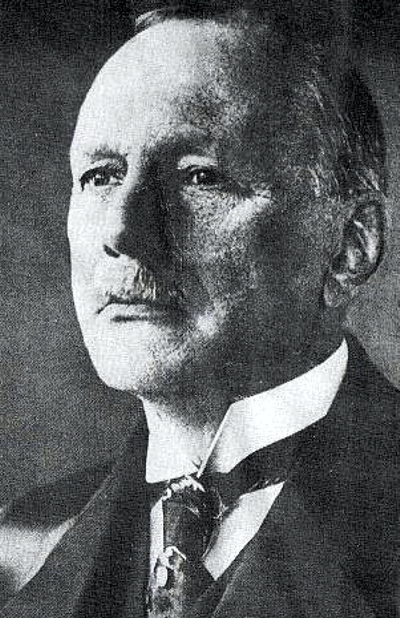
Henri Wenckebach

Henri Johan Eduard Wenckebach (Den Haag, 27 juni 1861 – aldaar, 21 februari 1924) was een Nederlands bestuurder en ingenieur.
Na een opleiding tot genie-ingenieur aan de KMA in Breda werd Wenckebach ingenieur bij de Staatsspoorwegen. Vervolgens zou hij in 1889 directeur worden van de nieuw opgerichte Noordoosterlocaalspoorweg-Maatschappij (NOLS). In 1902 werd hij directeur van de Staatsmijnen, waar hij vooral een organisatorische taak had; hij was van huis uit geen mijnbouwingenieur. Bij het verkrijgen van deze beide functies was een belangrijke rol weggelegd voor Jacobus Leonardus Cluijsenaer, een oud-leraar van Wenckebach die inmiddels directeur-generaal van de Staatsspoorwegen was. In 1907 verruilde Wenckebach de Staatsmijnen voor Nederlands-Indië, waar hij op verzoek van de Nederlandse overheid de organisatie van de gouvernementsbedrijven moest verbeteren. Als laatste was hij betrokken bij de oprichting van een eigen Nederlands hoogovenbedrijf, later de Koninklijke Hoogovens. Als gevolg van een ziekte kon hij niet zelf bij de opening in 1924 zijn, en datzelfde jaar overleed Wenckebach op 62-jarige leeftijd.
Wenckebach was ridder in de Orde van de Nederlandse Leeuw. Naar hem is in Amsterdam een weg genoemd, net als in Velsen, de plek waar de Koninklijke Hoogovens is opgericht, en in Den Haag, zijn geboorteplaats.

## Externe bron
- Biografie